# Desmond Plummer
Arthur Desmond Herne Plummer, Baron Plummer of St Marylebone (* 25. Mai 1914; † 2. Oktober 2009) war ein britischer Politiker der Conservative Party.

## Leben und Karriere
Plummer war der Sohn eines staatlich-geprüften Baugutachters aus Bexhill-on-Sea. Er besuchte das Hurstpierpoint College und das College of Estate Management. Er schloss eine Ausbildung als Rechtsanwalt ab, folgte aber seinem Vater in dessen Beruf als öffentlich-bestellter Auktionator und Immobilienmakler. Später wurde er Direktor von verschiedenen Versicherungsunternehmen und Bausparkassen.
Während des Zweiten Weltkriegs diente Plummer bei den Royal Engineers und im Rahmen der Demobilmachung, welche den Heimattruppen übertragen war. 1950 wurde er für seine lange Dienstzeit mit der Territorial Decoration-Medaille ausgezeichnet und war Mitglied im Sportkomitee der Territorial Army von 1953 bis 1979.
Plummer wurde im Mai 1952 in den Bezirksrat von Marylebone gewählt und war 1958 Bürgermeister des Bezirks. Er wurde 1960 als Kandidat der Konservativen für eine Nachwahl zum London County Council in St. Marylebone aufgestellt und wurde ohne Gegenkandidaten wiedergewählt. Er wechselte 1964 zum Greater London Council für die City of Westminster.
1966 wurde Plummer als Oppositionsführer in der Nachfolge von Sir Percy Rugg gewählt, nur ein Jahr vor den Wahlen des GLC. Während Harold Wilsons Labour-Regierung immer unpopulärer wurde, erreichte er 1967 einen Erdrutschsieg. Das GLC unter der Führung von Plummer brachte den Verkauf von Sozialwohnungen unter Horace Cutler voran und erreichte 1969 von der Regierung die Befugnis, London Underground und die weiteren Londoner Verkehrsbetriebe zu betreiben.
1970 wurden die Konservativen unter Plummer wiedergewählt, einige Wochen vor der Parlamentswahl, obwohl Labour die Kontrolle über die Schulbehörde für Inner London behielt. Plummer war der einzige Leiter des GLC, der eine zweite Amtszeit bekam. Er wurde 1971 zum Knight Bachelor geschlagen.
In der zweiten Amtszeit begab sich das GLC auf einen umstrittenen Kurs in Bezug auf den Nahverkehr. Plummer glaubte, dass Londons Straßen, gebaut in einer Zeit vor Erfindung des Autos, für das immer stärker zunehmende Verkehrsaufkommen nicht geeignet seien.
Er schlug deshalb vor, eine Stadtautobahn zu bauen. Das GLC würde nach vorangegangener rechtlicher Enteignung Häuser kaufen. Obwohl frühere Regierungen kürzere Autobahnen bauen ließen, war dies die erste umfassende Politik in dieser Richtung. Die erste Strecke, die gebaut wurde, war die Westway von Paddington bis Hammersmith, die die Zerstörung von Tausenden von Häusern und Errichtung einer großen Überführung zur Folge hatte. Bewohner von Gegenden, in denen die neuen Autobahnen angekündigt waren, erklärten ihren klaren Widerspruch. Die Labour-Opposition verpflichtete sich daraufhin, die Projektplanungen ad acta zu legen. Dies führte 1973 gemeinsam mit den Schwierigkeiten von Edward Heaths konservativer Regierung zur Abwahl von Plummer und den Konservativen.
Plummer hatte eine Reihe von bedeutenden Ämtern innerhalb der Conservative Party inne. 1964 war er bereits Vorsitzender seines Parteiverbandes. Von 1967 bis 1976 war er in der Führung der National Union of Conservative and Unionist-Associations, der Vereinigung der Wahlkreis-Organisationen.
1974 wurde er Vorsitzender des Horserace Betting Levy Board, des staatlichen Verbandes zur Kontrolle der Pferdewetten. In England wacht das Horse Race Betting Levy Board darüber, dass die Buchmacher entsprechend ihrem Umsatz einen Anteil an den Rennsport abzweigen. Im selben Jahr trat Plummer vom Vorsitz der Gruppe der Tories beim GLC zurück. Sein Nachfolger wurde Horace Cutler. Plummer trat 1976 vom GLC zurück.
Er führte einen aktiven Ruhestand, indem er seine Geschäftskarriere fortsetzte, Mitglied des Lloyd’s of London sowie Vorsitzender mehrerer Bausparkassen wurde. Er war Präsident des politischen Ausschusses des Carlton Club von 1979 bis 1984. Am 29. Mai 1981 wurde er als Baron Plummer of St. Marylebone, of the City of Westminster, zum Life Peer erhoben.